# Kolumna Najświętszej Marii Panny Bolesnej w Policach nad Metují
Kolumna Maryjna w Policach nad Metují – kolumna maryjna w miejscowości Police nad Metují.
Kolumna Maryjna postawiona w 1707 na placu Masaryka (Masarykovo náměstí) przed ratuszem z datą 1707 i herbem opactwa.

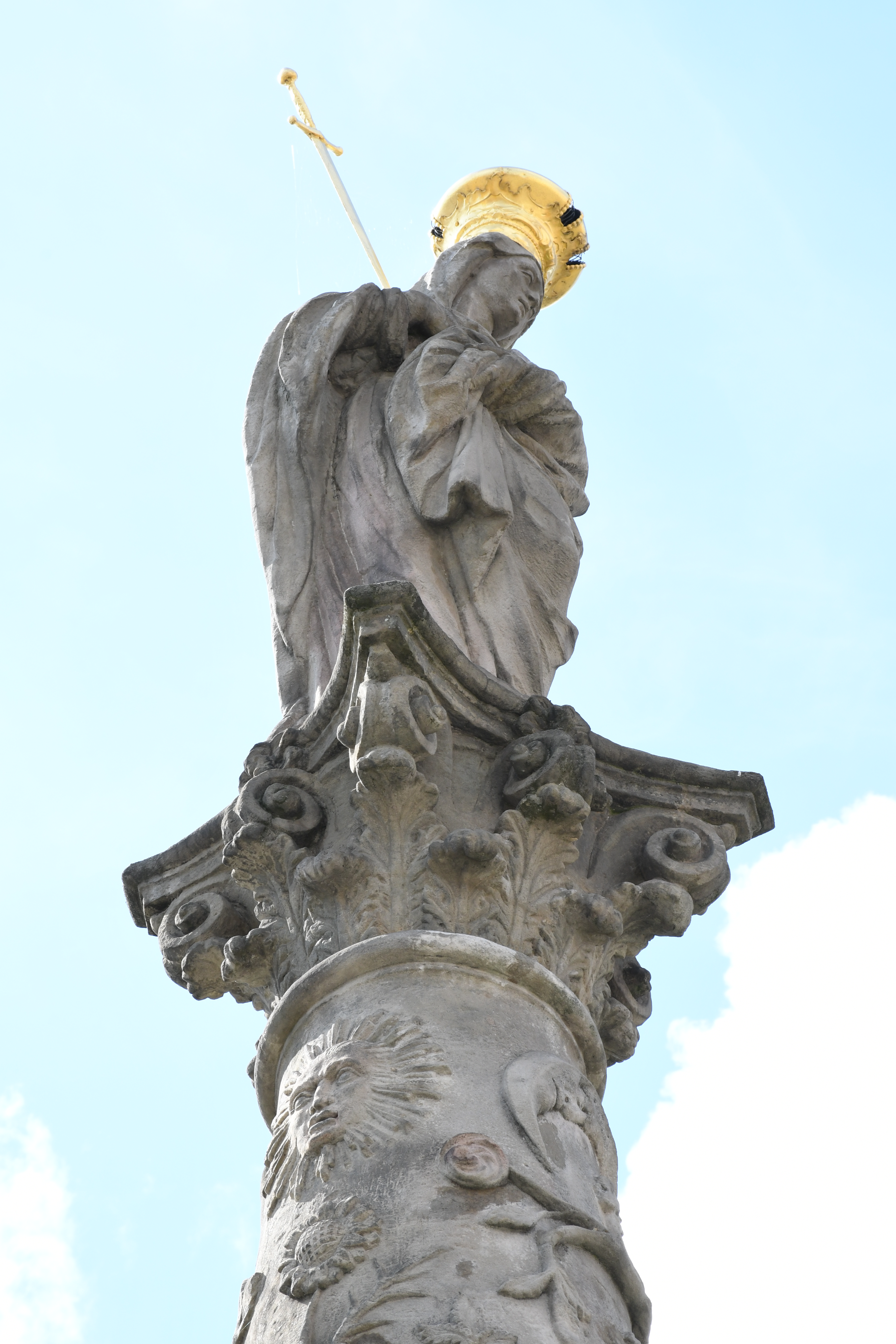
Figura
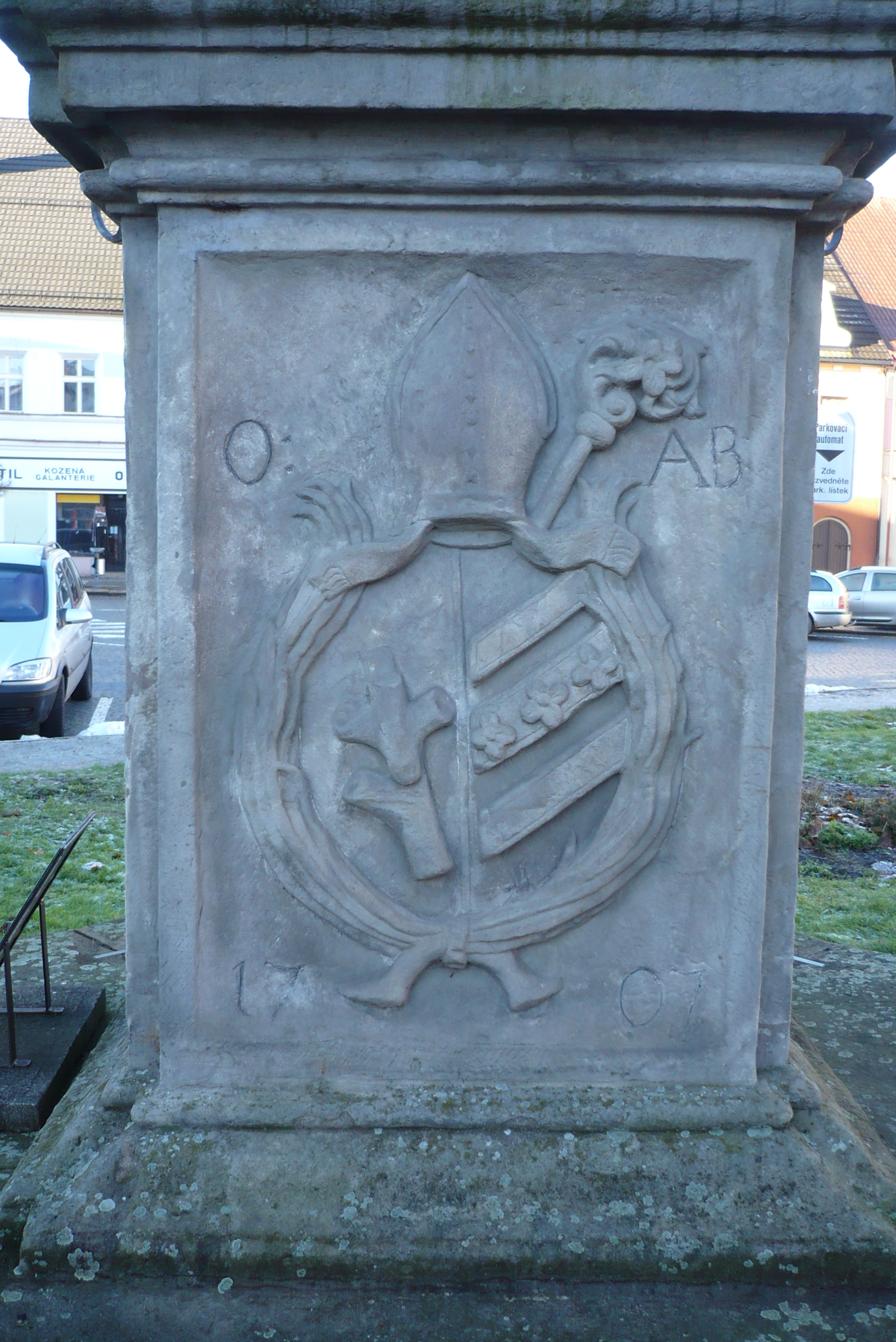
Herb opactwa z datą 1707
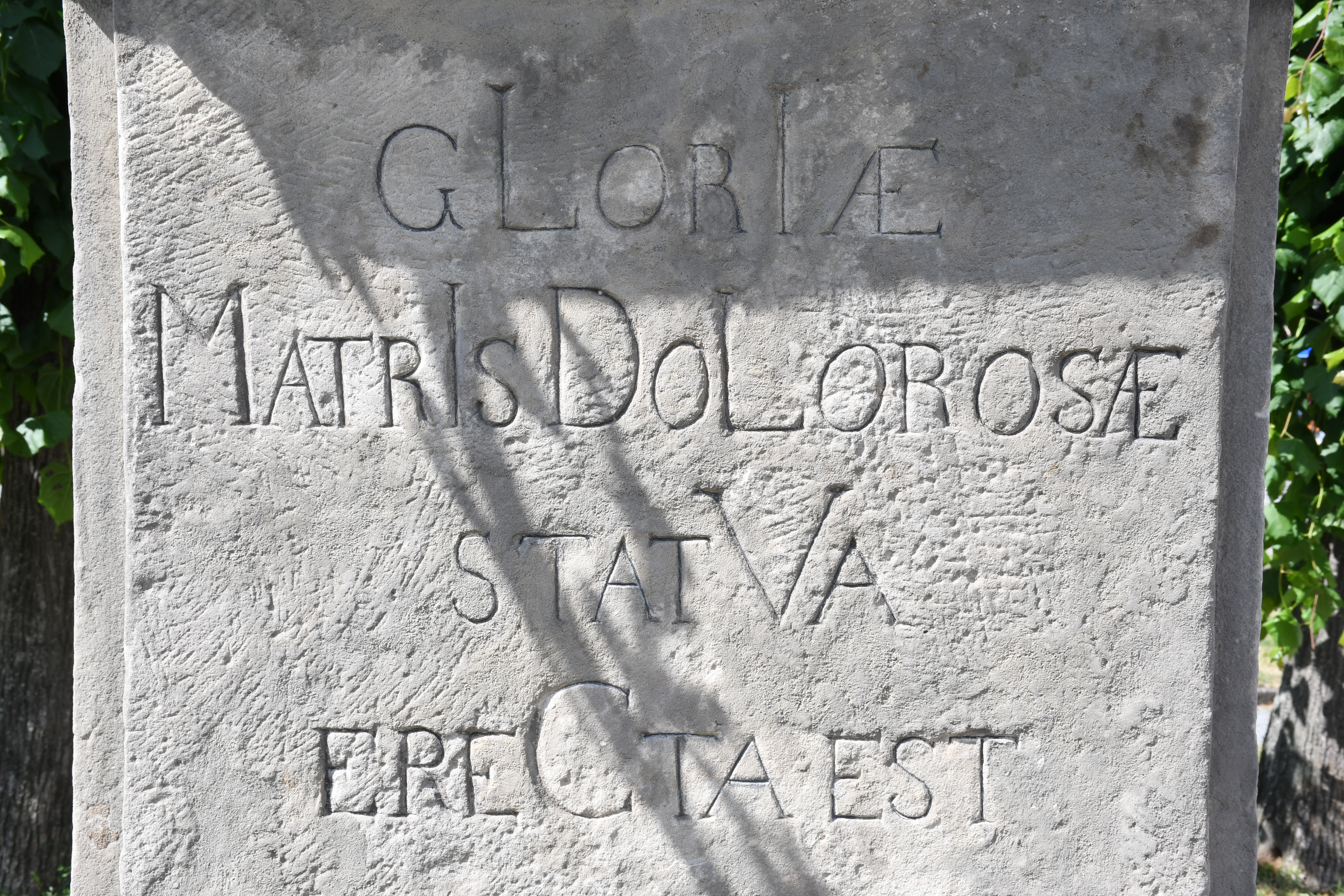
Inskrypcja z chronostychem